# S1PR2
Sfingozin-1-fosfatni receptor 2 je ljudski gen koji kodira G protein spregnuti receptor za koji se vezuje lipidni signalni molekul sfingozin 1-fosfat (S1P).

## Funkcija
Ova protein učestvuje u sfingozin 1-fosfatom indukovanoj ćelijskoj proliferaciji, opstanku, i transkripcionoj aktivaciji.

## Literatura
- Spiegel S (2000). „Sphingosine 1-phosphate: a ligand for the EDG-1 family of G-protein-coupled receptors.”. Ann. N. Y. Acad. Sci. 905: 54—60. PMID 10818441. doi:10.1111/j.1749-6632.2000.tb06537.x.
- Takuwa Y (2002). „[Regulation of Rho family G proteins and cell motility by the Edg family of sphingosin 1-phosphate receptors]”. Tanpakushitsu Kakusan Koso. 47 (4 Suppl): 496—502. PMID 11915348.
- MacLennan AJ; Browe CS; Gaskin AA;  . (1994). „Cloning and characterization of a putative G-protein coupled receptor potentially involved in development.”. Mol. Cell. Neurosci. 5 (3): 201—9. PMID 8087418. doi:10.1006/mcne.1994.1024.
- Yamaguchi F, Tokuda M, Hatase O, Brenner S (1996). „Molecular cloning of the novel human G protein-coupled receptor (GPCR) gene mapped on chromosome 9.”. Biochem. Biophys. Res. Commun. 227 (2): 608—14. PMID 8878560. doi:10.1006/bbrc.1996.1553.
- Van Brocklyn JR; Tu Z; Edsall LC;  . (1999). „Sphingosine 1-phosphate-induced cell rounding and neurite retraction are mediated by the G protein-coupled receptor H218.”. J. Biol. Chem. 274 (8): 4626—32. PMID 9988698. doi:10.1074/jbc.274.8.4626.
- Ancellin N, Hla T (1999). „Differential pharmacological properties and signal transduction of the sphingosine 1-phosphate receptors EDG-1, EDG-3, and EDG-5.”. J. Biol. Chem. 274 (27): 18997—9002. PMID 10383399. doi:10.1074/jbc.274.27.18997.
- Windh RT; Lee MJ; Hla T;  . (1999). „Differential coupling of the sphingosine 1-phosphate receptors Edg-1, Edg-3, and H218/Edg-5 to the G(i), G(q), and G(12) families of heterotrimeric G proteins.”. J. Biol. Chem. 274 (39): 27351—8. PMID 10488065. doi:10.1074/jbc.274.39.27351.
- An S, Zheng Y, Bleu T (2000). „Sphingosine 1-phosphate-induced cell proliferation, survival, and related signaling events mediated by G protein-coupled receptors Edg3 and Edg5.”. J. Biol. Chem. 275 (1): 288—96. PMID 10617617. doi:10.1074/jbc.275.1.288.
- Himmel HM; Meyer Zu Heringdorf D; Graf E;  . (2000). „Evidence for Edg-3 receptor-mediated activation of I(K.ACh) by sphingosine-1-phosphate in human atrial cardiomyocytes.”. Mol. Pharmacol. 58 (2): 449—54. PMID 10908314.
- Hla T (2001). „Sphingosine 1-phosphate receptors.”. 64 (1-4): 135—142. PMID 11331101.
- Mazurais D; Robert P; Gout B;  . (2002). „Cell type-specific localization of human cardiac S1P receptors.”. J. Histochem. Cytochem. 50 (5): 661—70. PMID 11967277.
- Osada M; Yatomi Y; Ohmori T;  . (2003). „Enhancement of sphingosine 1-phosphate-induced migration of vascular endothelial cells and smooth muscle cells by an EDG-5 antagonist.”. Biochem. Biophys. Res. Commun. 299 (3): 483—7. PMID 12445827. doi:10.1016/S0006-291X(02)02671-2.
- Strausberg RL; Feingold EA; Grouse LH;  . (2003). „Generation and initial analysis of more than 15,000 full-length human and mouse cDNA sequences.”. Proc. Natl. Acad. Sci. U.S.A. 99 (26): 16899—903. PMC 139241 . PMID 12477932. doi:10.1073/pnas.242603899.
- Vogler R; Sauer B; Kim DS;  . (2003). „Sphingosine-1-phosphate and its potentially paradoxical effects on critical parameters of cutaneous wound healing.”. J. Invest. Dermatol. 120 (4): 693—700. PMID 12648236. doi:10.1046/j.1523-1747.2003.12096.x.
- Kaneider NC; Lindner J; Feistritzer C;  . (2005). „The immune modulator FTY720 targets sphingosine-kinase-dependent migration of human monocytes in response to amyloid beta-protein and its precursor.”. Faseb J. 18 (11): 1309—11. PMID 15208267. doi:10.1096/fj.03-1050fje.
- Gerhard DS; Wagner L; Feingold EA;  . (2004). „The status, quality, and expansion of the NIH full-length cDNA project: the Mammalian Gene Collection (MGC).”. Genome Res. 14 (10B): 2121—7. PMC 528928 . PMID 15489334. doi:10.1101/gr.2596504.
- Sanchez T; Thangada S; Wu MT;  . (2005). „PTEN as an effector in the signaling of antimigratory G protein-coupled receptor.”. Proc. Natl. Acad. Sci. U.S.A. 102 (12): 4312—7. PMID 15764699. doi:10.1073/pnas.0409784102.
- Sanchez T; Skoura A; Wu MT;  . (2007). „Induction of vascular permeability by the sphingosine-1-phosphate receptor-2 (S1P2R) and its downstream effectors ROCK and PTEN.”. Arterioscler. Thromb. Vasc. Biol. 27 (6): 1312—8. PMID 17431187. doi:10.1161/ATVBAHA.107.143735.

## Spoljašnje veze
- „Lysophospholipid Receptors: S1P2”. IUPHAR Database of Receptors and Ion Channels. International Union of Basic and Clinical Pharmacology. Архивирано из оригинала 03. 03. 2016. г.
- Lysophospholipid+receptors на 